# KI?DO?AI?RAKU?
『KI?DO?AI?RAKU?』（き?ど?あい?らく?）は、椎名慶治の配信限定シングル。2020年7月8日にオリコンミュージックストアにて独占配信され、8月5日に各音楽配信サービスにて配信が開始された。

## 解説
ソロ活動10周年の2020年、2ヵ月連続デジタルリリースの第1弾として配信された配信限定シングルである。スタッフの椎名らしい応援歌を求めた言葉に椎名が賛同し、「本当の自分探し」をテーマに制作された楽曲となっている。
購入者応募抽選特典としてサイン入り手書き歌詞を入手出来るチャンスがあった他、購入者全員特典として手書き歌詞PDFファイルが入手出来る。
オリコンミュージックストア配信ランキングでは、7月8日 - 7月14日のウィークリー第1位と、7月の月間ランキング第1位を獲得している。

## 収録曲
1. KI?DO?AI?RAKU?
作詞・作曲:椎名慶治、編曲:宮田“レフティ”リョウ[5]